# 谷山三菜子
谷山 三菜子（たにやま みなこ、2005年4月3日。 - ）は、日本の女子ラグビーユニオン選手。

## プロフィール
- 福岡県福津市出身。[2]
- ポジションはBK。
- 身長 160cm、体重 62kg
- 姉の美典、兄の隼大、妹の雅もラグビー選手。
- 7人制女子日本代表に選ばれたことがある。[3]
- HSBC SVNS 2025の「トライ・オブ・ザ・イヤー」を受賞。[4]

## 略歴
2024年、佐賀工業高校卒業後、日本体育大学に入る。なお佐賀工業高校時代、U18花園女子15人制に出場した。同年6月、世界学生選手権の7人制ラグビー日本代表メンバーに選ばれた。